# Arrecife Alacranes

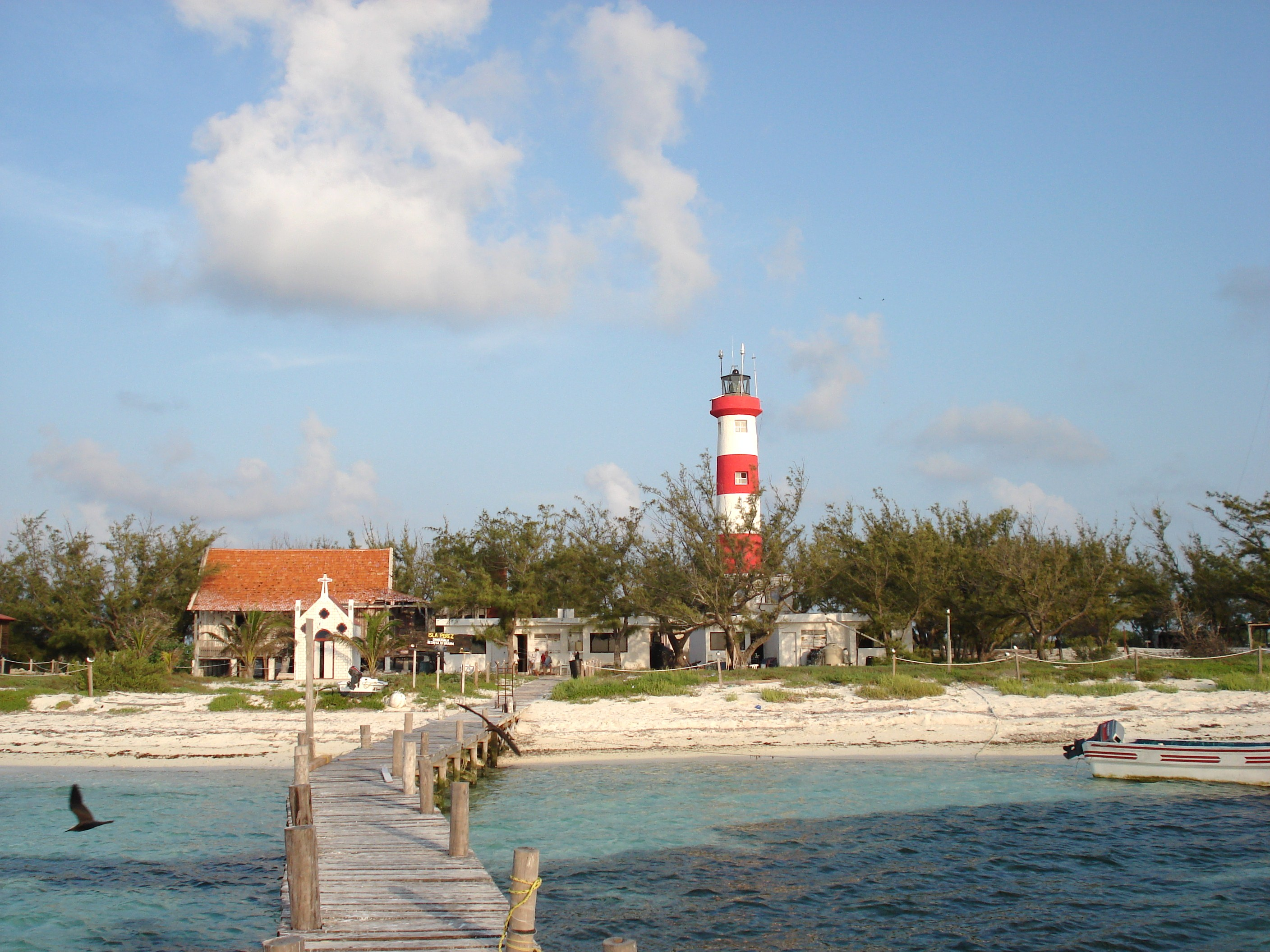
Leuchtturm auf der Insel Pérez
von der Lagune (Osten) aus gesehen

Arrecife Alacranes (auch der Singular Arrecife Alacrán ist gebräuchlich, dt. Skorpion-Riff) ist ein Atoll am äußeren Schelf der Campeche Bank, 116 km nördlich der Küste der Halbinsel Yucatán.

## Geographie
Arrecife Alacranes ist das größte Riff und das am deutlichsten ausgebildete Atoll im Golf von Mexiko. Es erstreckt sich von Nordwesten nach Südosten über eine Länge von 27 km, ist bis zu 15 km breit, und hat eine Gesamtfläche von 326 km² Die Lagune ist maximal 36 Meter tief.
Das Riff besteht aus fünf Inseln, die entlang seiner Leeseite (am Westrand) angeordnet sind und die alle Vegetation aufweisen. Die höchste Insel mit 4,3 m ist Isla Pérez, gefolgt von Desertora mit 4 m und Desterrada mit 3 m. Chica und Pájaros sind niedriger. Auf der Isla Pérez wurde im Jahr 1900 ein Leuchtturm errichtet. Sie ist zwar nicht die größte, jedoch die einzige bewohnte Insel des Riffs, mit vier Familien in drei Wohngebäuden, und gilt deshalb als Hauptinsel. Die Bevölkerung ist „semi-permanent“, die offizielle Einwohnerzahl lag zur Volkszählung 2005 bei null. Isla Pérez ist 875 Meter lang und 150 Meter breit. Nach offiziellen Angaben hat sie jedoch eine Fläche von 18,5 Hektar. Aus der gleichen Quelle ergibt sich als Summe der fünf Inselflächen eine Landfläche von 104,8 Hektar, oder etwas über einen Quadratkilometer. Dagegen gibt eine Veröffentlichung von 1962 nur eine Fläche von maximal einen halben Quadratkilometer an. Diese Diskrepanz ist zumindest teilweise aus einer Zunahme der Landfläche der Isla Pérez und möglicherweise weiterer Inseln zu erklären, obwohl andere Quellen auch von abnehmenden Inselflächen berichten.

## Inseln
Von Norden nach Süden weist das Atoll folgende fünf Inseln auf:
| Nr | Insel                            | Fläche (ha) | Koordinaten                       |
| -- | -------------------------------- | ----------- | --------------------------------- |
| 1  | Desterrada (Utowana)             | 47,2        | 22° 34′ 32,0″ N, 089° 47′ 12,0″ W |
| 2  | Desertora (Allison Cay, Muertos) | 25,0        | 22° 26′ 35,0″ N, 089° 47′ 12,0″ W |
| 3  | Pérez                            | 18,5        | 22° 23′ 23,0″ N, 089° 41′ 35,0″ W |
| 4  | Chica                            | 4,9         | 22° 22′ 47,0″ N, 089° 39′ 45,0″ W |
| 5  | Pájaros (Blanca)                 | 9,2         | 22° 22′ 31,0″ N, 089° 39′ 29,0″ W |
|    | Arrecife Alacrán                 | 104,8       | 22° 31′ 26,0″ N, 089° 43′ 03,0″ W |

## Verwaltung
Das Riff gehört mit seinen Inseln zur Gemeinde Progreso im mexikanischen Bundesstaat Yucatán.

## Nationalpark
Arrecife Alacranes ist ein mexikanischer Nationalpark und wurde von den UNESCO zu einem Biosphärenreservat erklärt. Es umfasst ein Meeresschutzgebiet mit einer Gesamtfläche von 3337,68 km², die eine Zone offenen Meeres mit einer Breite von rund 20 bis 30 km um das Riff einschließt. Der größte Teil des Riffes ist durch eine nördliche und eine südliche Kernzone geschützt, mit Flächen von 197,32 bzw. 119,37 km².
Unter Wasser besitzt das Riff eine hohe Biodiversität. Es gilt als Kinderstube für viele Fischarten der Region. In der Geschichte liefen an den Untiefen des Riffs viele Schiffe auf Grund. Die Wracks wurden von der Natur in das Riff integriert und besitzen einen erheblichen kulturellen Wert.